# Арканзас-Сіті (Арканзас)
Арканзас-Сіті (англ. Arkansas City) — місто (англ. town) в США, в окрузі Діша штату Арканзас. Населення — 376 осіб (2020).

## Географія

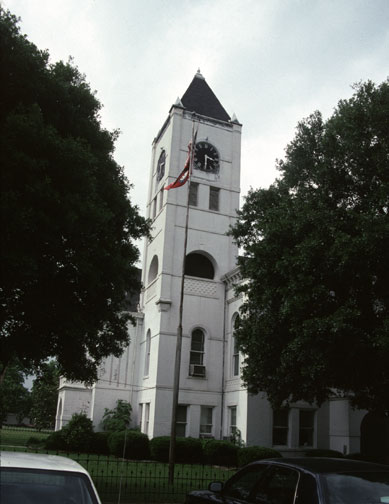
Будівля окружного суду в Арканзас-Сіті

Арканзас-Сіті розташований на висоті 41 метр над рівнем моря за координатами 33°36′32″ пн. ш. 91°12′18″ зх. д. / 33.60889° пн. ш. 91.20500° зх. д. (33.608884, -91.204959).  За даними Бюро перепису населення США в 2010 році місто мало площу 1,24 км², уся площа — суходіл.

## Демографія
Згідно з переписом 2010 року, у місті мешкало 366 осіб у 163 домогосподарствах у складі 96 родин. Густота населення становила 294 особи/км².  Було 225 помешкань (181/км²). 
Расовий склад населення:
| - 51,4 % — білих - 47,0 % — чорних або афроамериканців - 0,5 % — корінних американців |

До двох чи більше рас належало 0,5 %. Іспаномовні складали 1,1 % від усіх жителів.
За віковим діапазоном населення розподілялося таким чином: 22,4 % — особи молодші 18 років, 57,4 % — особи у віці 18—64 років, 20,2 % — особи у віці 65 років та старші. Медіана віку мешканця становила 46,0 року. На 100 осіб жіночої статі у місті припадало 96,8 чоловіків;  на 100 жінок у віці від 18 років та старших — 93,2 чоловіків також старших 18 років.
Середній дохід на одне домашнє господарство  становив 40 934 долари США (медіана — 38 250), а середній дохід на одну сім'ю — 45 464 долари (медіана — 41 667). За межею бідності перебувало 18,2 % осіб, у тому числі 25,3 % дітей у віці до 18 років та 25,9 % осіб у віці 65 років та старших.
Цивільне працевлаштоване населення становило 241 осіб. Основні галузі зайнятості: освіта, охорона здоров'я та соціальна допомога — 22,4 %, сільське господарство, лісництво, риболовля — 14,1 %, публічна адміністрація — 13,3 %, виробництво — 13,3 %.

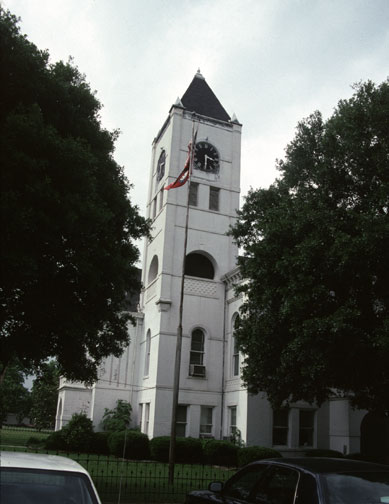
Будівля окружного суду в Арканзас-Сіті

За даними перепису населення 2000 року в містечкі проживало 589 осіб, 161 сім'я, налічувалося 231 домашнє господарство і 279 житлових будинків. Середня густота населення становила близько 490,8 осіб на один квадратний кілометр. Расовий склад Арканзас-Сіті за даними перепису розподілився таким чином: 55,01 % білих, 43,80 % — чорних або афроамериканців, 1,19 % — представників змішаних рас.
Іспаномовні склали 3,23 % від усіх жителів містечка.
З 231 домашніх господарств в 32,9 % — виховували дітей віком до 18 років, 45,0 % представляли собою подружні пари, які спільно проживають, в 17,7 % сімей жінки проживали без чоловіків, 30,3 % не мали сімей. 27,3 % від загального числа сімей на момент перепису жили самостійно, при цьому 11,7 % склали самотні літні люди у віці 65 років та старше. Середній розмір домашнього господарства склав 2,55 особи, а середній розмір родини — 3,05 особи.
Населення містечка за вікововим діапазоном за даними перепису 2000 року розподілилося таким чином: 28,4 % — жителі молодше 18 років, 7,8 % — між 18 і 24 роками, 26,0 % — від 25 до 44 років, 25,0 % — від 45 до 64 років і 12,9 % — у віці 65 років та старше. Середній вік мешканця склав 36 років. На кожні 100 жінок в Арканзас-Сіті припадало 82,4 чоловіків, у віці від 18 років та старше — 79,6 чоловіків також старше 18 років.
Середній дохід на одне домашнє господарство в містечкі склав 22 014 доларів США, а середній дохід на одну сім'ю — 27 500 доларів. При цьому чоловіки мали середній дохід в 36 250 доларів США в рік проти 17 188 доларів середньорічного доходу у жінок. Дохід на душу населення в містечкі склав 14 523 долари на рік. 25,3 % від усього числа сімей в окрузі і 31,8 % від усієї чисельності населення перебувало на момент перепису населення за межею бідності, при цьому 41,6 % з них були молодші 18 років і 37,6 % — у віці 65 років та старше.

## Відомі уродженці та жителі
- Джон Джонсон — бізнесмен, засновник видавничого дому Johnson Publishing Company.